# Concours Eurovision de la chanson 1962
- Pays participants

Cannes 1961 Londres 1963
Le Concours Eurovision de la chanson 1962 est la septième édition du concours. Il se déroula le dimanche 18 mars 1962, à Luxembourg, au Grand-Duché de Luxembourg. Il fut remporté par la France, avec la chanson Un Premier Amour, interprétée par Isabelle Aubret. Monaco termina deuxième et le Luxembourg, pays hôte, troisième.

## Organisation
Le Luxembourg, qui avait remporté l'édition 1961, se chargea de l'organisation de l'édition 1962.

## Pays participants
Seize pays participèrent au septième concours. Il n'y eut ni abstention, ni retour, ni début.

## Format

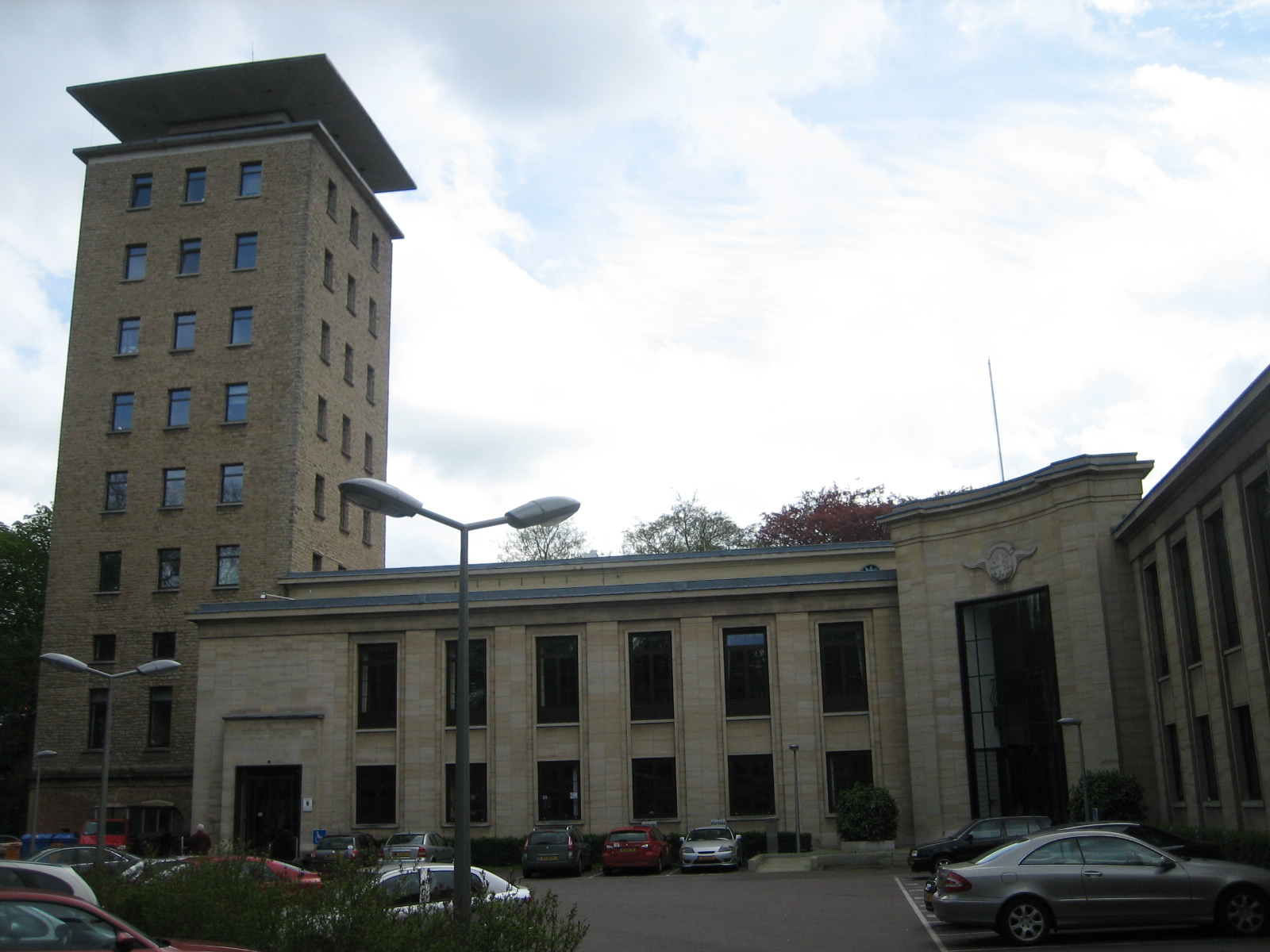
La Villa Louvigny, à Luxembourg.

Le concours eut lieu à l'auditorium de la Villa Louvigny, siège de la Compagnie Luxembourgeoise de Télédiffusion.  Ce fut la dernière fois que le concours eut lieu un dimanche.  Par la suite, il se tint toujours un samedi.
L'orchestre, les artistes et le tableau de vote furent placés sur la même scène, l'orchestre à gauche, les artistes au centre et le tableau à droite.  Le décor derrière les artistes comportait une allée damée, une balustrade de fer forgé, des voilages, des vasques et des fenêtres croisées.  L'on voyait par les fenêtres, un ciel parsemé d'étoiles scintillantes.
Les noms des pays participants et des chansons furent affichés à l'écran, par surimpression sur le décor.
Le programme dura près d'une heure et vingt-trois minutes. Il connut deux coupures de courant, qui rendirent les écrans de télévision noirs : durant la chanson néerlandaise et après la chanson française.

## Déroulement
La vidéo introductive débuta par une vue aérienne de la Villa Louvigny. Tandis que l'orchestre interprétait Nous Les Amoureux, la chanson gagnante de l'année précédente, la caméra fit un plan fixe sur l'extérieur du bâtiment, puis offrit une vue de la salle, du public et enfin, de l'orchestre. 
La présentatrice de la soirée fut Mireille Delannoy. Elle ouvrit la soirée par l'incontournable « Bonsoir l'Europe ! », puis salua tous les pays participants dans leur langue. Elle conclut par : « Bonsoir, millions d'amis ! »
L’orchestre fut dirigé par Jean Roderès.

## Chansons

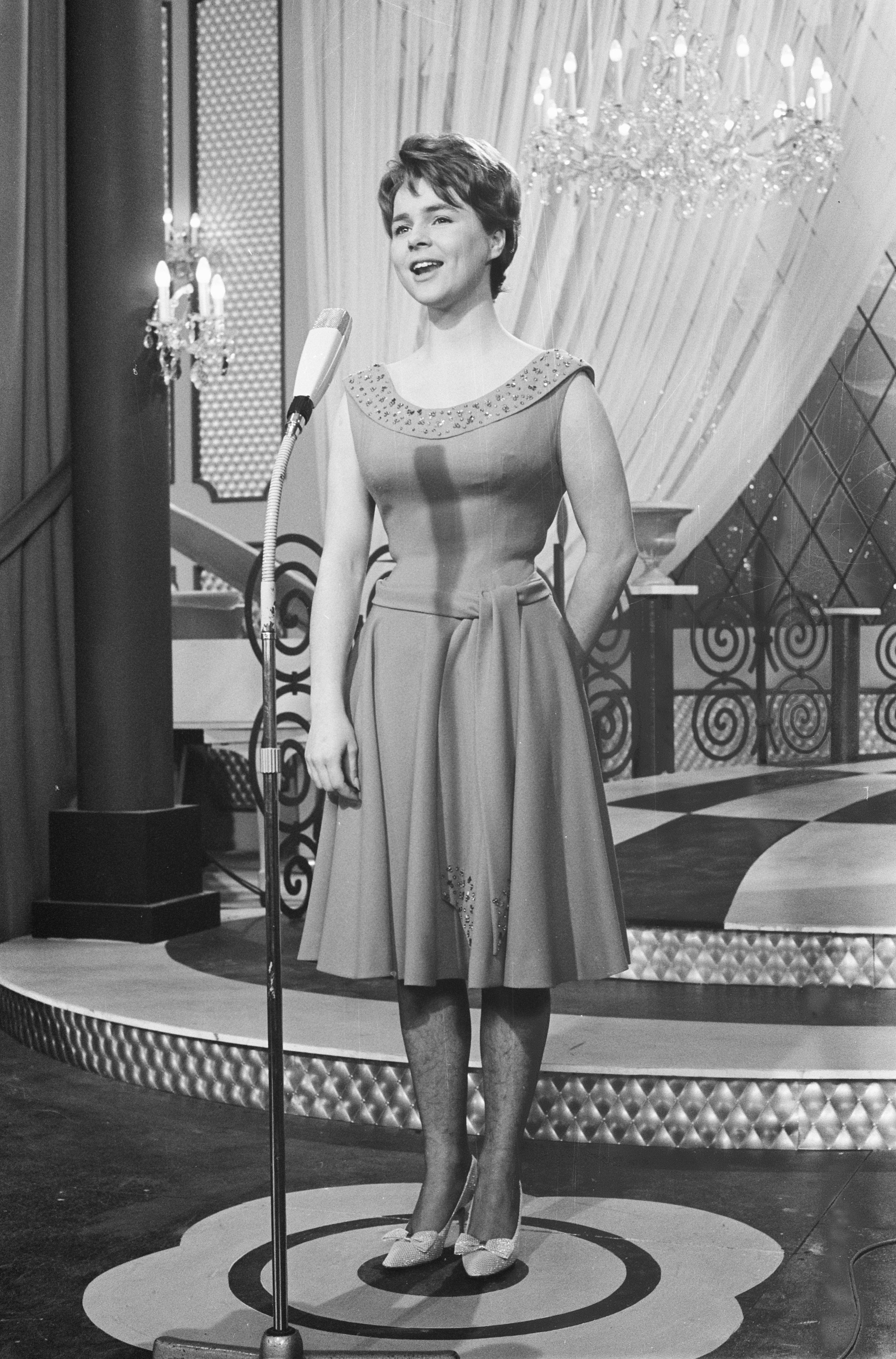
La représentante allemande, Conny Froboess.

Seize chansons concoururent pour la victoire.
La représentante finlandaise, Marion Rung, ouvrit l’édition 1962 et termina en septième position. Quand elle concourut pour la seconde fois en 1973, à nouveau à Luxembourg, elle passa à nouveau la première, mais termina sixième.
La représentante allemande, Conny Froboess, chanta Zwei Kleine Italiener. Bien qu'elle ne termina que sixième, sa chanson fut celle qui rencontra le plus grand succès commercial. 
Le représentant belge, Fud Leclerc, participa pour la quatrième et dernière fois au concours. Il demeure le seul chanteur solo de l'histoire du concours à avoir concouru à quatre reprises.

## Chefs d'orchestre
| George de Godzinsky | Henri Segers     | Jean Roderès           | Bruno Uher      | Kai Mortensen   |
| ------------------- | ---------------- | ---------------------- | --------------- | --------------- |
| - Finlande          | - Belgique       | - Espagne - Luxembourg | - Autriche      | - Danemark      |
| Egon Kjerrman       | Rolf-Hans Müller | Dolf van der Linden    | Frank Pourcel   | Øivind Bergh    |
| - Suède             | - Allemagne      | - Pays-Bas             | - France        | - Norvège       |
| Cédric Dumont       | Jože Privšek     | Wally Stott            | Cinico Angelini | Raymond Lefèvre |
| - Suisse            | - Yougoslavie    | - Royaume-Uni          | - Italie        | - Monaco        |

## Entracte
Le spectacle d'entracte fut fourni par le clown Achille Zavatta. Celui-ci fit une entrée impromptue, en trébuchant et s'étalant de tout son long sur la scène. Il se présenta ensuite comme le dix-septième candidat, représentant le Zavattaland. Son numéro de pantomime se déroula avec l'aide de l'orchestre et la complicité de Mireille Delannoy. Après avoir joué de plusieurs instruments, Zavatta finit par se coincer les doigts dans une trompette. Deux faux agents de la sécurité surgirent alors des coulisses et l'emportèrent de force, sous les applaudissements du public.

## Vote
Le vote fut décidé entièrement par un panel de jurys nationaux. Les différents jurys furent contactés par téléphone, selon l'ordre inverse de passage des pays participants. 
Un nouveau système de vote fut introduit. Les jurys se composaient toujours de dix personnes. Mais cette fois, chaque juré attribuait cinq votes aux trois chansons qu'il estimait les meilleures. Les votes des jurés étaient additionnés. Les trois chansons ayant obtenu le plus de points obtenaient un, deux et trois votes de la part du jury. 
Les résultats des votes furent annoncés oralement, selon l'ordre décroissant des votes : 3, 2 puis 1 vote.
Le vote ne connut qu'un seul hiatus. Après avoir remercié le porte-parole du jury suédois, Mireille Delannoy dit : « Allo, le Danemark. Allo, Stockholm. Nous entendez-vous ? » Le porte-parole du jury danois la reprit : « Non, Copenhague ! » Delannoy s’excusa : « Copenhague, pardon ! » Ensuite, le porte-parole lut les votes danois dans l'ordre de passage des participants. Delannoy se perdit dans les votes, croyant que le Danemark avait attribué à deux reprises ses 2 votes. Le porte-parole dut alors répéter une seconde fois les résultats danois.

## Résultats
La France remporta le concours pour la troisième fois, obtenant à cinq reprises la note maximale. Seuls le Danemark, la Finlande et les Pays-Bas ne lui attribuèrent aucun vote. 
Pour la première fois, un pays remporta le concours pour la troisième fois. Et pour la cinquième fois en sept éditions du concours, une chanson en français remporta le grand prix.
Ce fut Jean-Claude Pascal, gagnant de l'édition précédente, qui remit la médaille du grand prix à Isabelle Aubret.
Pour la toute première fois, quatre pays ne reçurent aucun vote et terminèrent derniers avec "nul point". Il s'agit de l'Autriche, de la Belgique, de l'Espagne et des Pays-Bas.
Enfin, pour la première fois, les chansons ayant terminé aux trois premières places étaient des chansons en français. Cela ne se produisit qu’à deux reprises dans l'histoire du concours, la seconde fois lors de l’édition 1986.
| Ordre | Pays           | Artiste(s)       | Chanson                 | Langue       | Place | Points |
| ----- | -------------- | ---------------- | ----------------------- | ------------ | ----- | ------ |
| 01    | Finlande       | Marion Rung      | Tipi-tii                | Finnois      | 7     | 4      |
| 02    | Belgique       | Fud Leclerc      | Ton nom                 | Français     | 13    | 0      |
| 03    | Espagne        | Victor Balaguer  | Llámame                 | Espagnol     | 13    | 0      |
| 04    | Autriche       | Eleonore Schwarz | Nur in der Wiener Luft  | Allemand     | 13    | 0      |
| 05    | Danemark       | Ellen Winther    | Vuggevise               | Danois       | 10    | 2      |
| 06    | Suède          | Inger Berggren   | Sol och vår             | Suédois      | 7     | 4      |
| 07    | Allemagne      | Conny Froboess   | Zwei kleine Italiener   | Allemand     | 6     | 9      |
| 08    | Pays-Bas       | De Spelbrekers   | Katinka                 | Néerlandais  | 13    | 0      |
| 09    | France         | Isabelle Aubret  | Un premier amour        | Français     | 1     | 26     |
| 10    | Norvège        | Inger Jacobsen   | Kom sol, kom regn       | Norvégien    | 10    | 2      |
| 11    | Suisse         | Jean Philippe    | Le Retour               | Français     | 10    | 2      |
| 12    | Yougoslavie    | Lola Novakovic   | Ne pali svetla u sumrak | Serbo-croate | 4     | 10     |
| 13    | Royaume-Uni    | Ronnie Carroll   | Ring-A-Ding Girl        | Anglais      | 4     | 10     |
| 14    | Luxembourg H T | Camillo Felgen   | Petit Bonhomme          | Français     | 3     | 11     |
| 15    | Italie         | Claudio Villa    | Addio, addio            | Italien      | 9     | 3      |
| 16    | Monaco         | François Deguelt | Dis rien                | Français     | 2     | 13     |

## Anciens participants
| Artiste          | Pays       | Année(s) précédente(s) |
| ---------------- | ---------- | ---------------------- |
| François Deguelt | Monaco     | 1960                   |
| Camillo Felgen   | Luxembourg | 1960                   |
| Fud Leclerc      | Belgique   | 1956, 1958, 1960       |
| Jean Philippe    | Suisse     | 1959 (pour la France)  |

## Tableau des votes
| Drapeau de la Finlande | Drapeau de la Belgique                            | Drapeau de l'Espagne | Drapeau de l'Autriche | Drapeau du Danemark | Drapeau de la Suède | Drapeau de l'Allemagne | Drapeau des Pays-Bas | Drapeau de la France | Drapeau de la Norvège | Drapeau de la Suisse | Drapeau de la République fédérative socialiste de Yougoslavie | Drapeau du Royaume-Uni | Drapeau du Luxembourg | Drapeau de l'Italie | Drapeau de Monaco | Total |   |    |
| Pays                   | Finlande                                          |                      | –                     | –                   | –                   | –                      | –                    | –                    | –                     | –                    | 1                                                             | –                      | –                     | 3                   | –                 | –     | – | 4  |
| Pays                   | Belgique                                          | –                    |                       | –                   | –                   | –                      | –                    | –                    | –                     | –                    | –                                                             | –                      | –                     | –                   | –                 | –     | – | 0  |
| Pays                   | Espagne                                           | –                    | –                     |                     | –                   | –                      | –                    | –                    | –                     | –                    | –                                                             | –                      | –                     | –                   | –                 | –     | – | 0  |
| Pays                   | Autriche                                          | –                    | –                     | –                   |                     | –                      | –                    | –                    | –                     | –                    | –                                                             | –                      | –                     | –                   | –                 | –     | – | 0  |
| Pays                   | Danemark                                          | –                    | –                     | –                   | –                   |                        | 1                    | –                    | –                     | –                    | –                                                             | –                      | –                     | –                   | –                 | 1     | – | 2  |
| Pays                   | Suède                                             | –                    | –                     | –                   | –                   | 3                      |                      | –                    | 1                     | –                    | –                                                             | –                      | –                     | –                   | –                 | –     | – | 4  |
| Pays                   | Allemagne                                         | 2                    | –                     | –                   | –                   | 1                      | –                    |                      | 2                     | –                    | –                                                             | –                      | –                     | 2                   | –                 | –     | 2 | 9  |
| Pays                   | Pays-Bas                                          | –                    | –                     | –                   | –                   | –                      | –                    | –                    |                       | –                    | –                                                             | –                      | –                     | –                   | –                 | –     | – | 0  |
| Pays                   | France                                            | –                    | 2                     | 2                   | 2                   | –                      | 3                    | 3                    | –                     |                      | 3                                                             | 3                      | 3                     | 1                   | 1                 | 2     | 1 | 26 |
| Pays                   | Norvège                                           | –                    | –                     | –                   | –                   | –                      | –                    | –                    | –                     | 2                    |                                                               | –                      | –                     | –                   | –                 | –     | – | 2  |
| Pays                   | Suisse                                            | –                    | –                     | –                   | –                   | –                      | –                    | 2                    | –                     | –                    | –                                                             |                        | –                     | –                   | –                 | –     | – | 2  |
| Pays                   | Yougoslavie                                       | 1                    | 1                     | –                   | –                   | –                      | 2                    | –                    | –                     | 3                    | –                                                             | –                      |                       | –                   | –                 | 3     | – | 10 |
| Pays                   | Royaume-Uni                                       | 3                    | –                     | 1                   | –                   | 2                      | –                    | –                    | –                     | –                    | –                                                             | 2                      | 2                     |                     | –                 | –     | – | 10 |
| Pays                   | Luxembourg                                        | –                    | 3                     | 3                   | 1                   | –                      | –                    | –                    | –                     | –                    | –                                                             | 1                      | –                     | –                   |                   | –     | 3 | 11 |
| Pays                   | Italie                                            | –                    | –                     | –                   | –                   | –                      | –                    | –                    | –                     | –                    | –                                                             | –                      | 1                     | –                   | 2                 |       | – | 3  |
| Pays                   | Monaco                                            | –                    | –                     | –                   | 3                   | –                      | –                    | 1                    | 3                     | 1                    | 2                                                             | –                      | –                     | –                   | 3                 | –     |   | 13 |
| Pays                   | Le tableau suit l'ordre de passage des candidats. |                      |                       |                     |                     |                        |                      |                      |                       |                      |                                                               |                        |                       |                     |                   |       |   |    |

## Télédiffuseurs
| Pays        | Télédiffuseur(s)     | Commentateur(s)      | Porte-parole         |
| ----------- | -------------------- | -------------------- | -------------------- |
| Allemagne   | Deutsches Fernsehen  | Ruth Kappelsberger   | ?                    |
| Autriche    | ORF                  | Emil Kollpacher      | ?                    |
| Belgique    | RTB                  | Nicole Védrès        | Arlette Vincent      |
| Belgique    | BRT                  | Willem Duys          | Arlette Vincent      |
| Danemark    | DR TV                | ?                    | Claus Toksvig        |
| Espagne     | TVE                  | Federico Gallo       | Diego Ramirez Pastor |
| Finlande    | Suomen Televisio     | Aarno Walli          | Poppe Berg           |
| France      | RTF                  | Pierre Tchernia      | ?                    |
| Italie      | Programma Nazionale  | Renato Tagliani      | Enzo Tortora         |
| Luxembourg  | Télé Luxembourg      | Jacques Navadic      | ?                    |
| Monaco      | Télé Monte Carlo     | Pierre Tchernia      | ?                    |
| Norvège     | NRK                  | Odd Grythe           | Kari Borg Mannsåker  |
| Pays-Bas    | NTS                  | Willem Duys          | Ger Lugtenburg       |
| Royaume-Uni | BBC TV               | David Jacobs         | Nicholas Parsons     |
| Royaume-Uni | BBC Light Programme  | Peter Haigh          | Nicholas Parsons     |
| Suède       | Sveriges Radio-TV    | Jan Gabrielsson      | Tage Danielsson      |
| Suisse      | TSR                  | Georges Hardy        | Boris Acquadro       |
| Suisse      | TV DSR               | Theodor Haller       | Boris Acquadro       |
| Suisse      | TSI                  | Giovanni Bertini     | Boris Acquadro       |
| Yougoslavie | Televizija Beograd   | Ljubomir Vukadinović | Mladen Delić         |
| Yougoslavie | Televizija Zagreb    | Gordana Bonetti      | Mladen Delić         |
| Yougoslavie | Televizija Ljubljana | Tomaž Terček         | Mladen Delić         |